# Vuelo 370 de Malaysia Airlines
El vuelo 370 de Malaysia Airlines (MH370/MAS370, también designado en virtud de un acuerdo de código compartido como vuelo 748 de China Southern Airlines CZ748/CSN748) fue un vuelo internacional regular de pasajeros desaparecido el 8 de marzo de 2014 operado por un Boeing 777-200ER donde viajaban 239 personas (227 pasajeros y 12 tripulantes). Desde el momento en que se perdió contacto con el avión, se inició y desarrolló una operación de búsqueda y rescate que ha sido considerada la más larga de la historia, así como «una de las operaciones de investigación y búsqueda más difíciles y costosas de la historia de la aviación». Tras varias semanas de búsqueda en aguas del golfo de Tailandia y sus alrededores, donde se presuponía que habría caído el avión, nuevas pistas indicaron que el avión había seguido rumbo al Sur adentrándose en el océano Índico lejos de tierra firme. Tanto la ubicación de los restos del avión como las causas de la desaparición siguen siendo desconocidas. El hecho de que la ubicación de este avión y sus ocupantes permaneciese desconocida después de casi cuatro semanas de intensa búsqueda, fue calificado por algunos medios de comunicación de «suceso sin precedentes en la aviación moderna», como «uno de los mayores misterios de la historia de la aviación», o «el mayor misterio de la aviación civil de la historia». En aquel entonces el primer ministro de Australia, Tony Abbott, afirmó que la búsqueda del MH370 era la «más difícil en la historia de la humanidad».
El vuelo despegó de Kuala Lumpur a las 00:41 hora local (UTC +8) del 8 de marzo de 2014 y estaba programado aterrizar en Pekín a las 06:30 del mismo día. A partir de la 1:21 a.m. se empezó a desencadenar una serie de sucesos inesperados y que aún no se han podido explicar completamente, ya que nunca se encontró la aeronave: el transpondedor —un sistema que envía información clave sobre el vuelo— dejó de comunicar, el avión desapareció del radar militar tailandés que lo estaba rastreando y pareció cambiar de ruta, un radar civil perdió contacto con la aeronave y no se concretó una comunicación prevista, y perdió el contacto por radar con el Centro de Control de Tránsito Aéreo de Subang (Malasia) a las 02:40, una hora y cincuenta y nueve minutos después de despegar. En ese momento, el avión acababa de adentrarse en el espacio aéreo vietnamita y debía haber aparecido en los radares de los controladores aéreos de la República Socialista de Vietnam; sin embargo, este país negó que el vuelo hubiera establecido contacto alguno con el control aéreo. Es a esa hora cuando se pierde todo contacto por radar con la aeronave. Otras informaciones no oficiales filtradas a los medios de comunicación hablan de que a las 03:40 horas el avión fue detectado por el Ejército de Malasia sobre la isla de Pulau Perak, en pleno estrecho de Malaca. El jefe de la Fuerza Aérea de Malasia afirmó que el radar militar mostraba que después de desaparecer de los radares, la aeronave realizó un giro bruscamente en dirección suroeste, en dirección hacia la Isla de Penang y luego voló en dirección noroeste por el estrecho de Malaca hasta las 2:22 de la madrugada, cuando desapareció por completo.
El 15 de marzo, el entonces primer ministro de Malasia, Najib Razak, anunció en una conferencia de prensa que los datos basados en observaciones satelitales mostraban que el transpondedor y ACARS de la aeronave fueron deshabilitados intencionadamente y que los datos del radar indicaban que los movimientos de la aeronave concordaban con la acción deliberada de alguna persona controlando el avión. Continuó diciendo que el avión podría haber volado durante otras siete horas después de desaparecer del radar. Los esfuerzos de búsqueda en el mar de China Meridional y el golfo de Tailandia fueron cancelados.
Finalmente, el 24 de marzo, el primer ministro Razak confirmó en conferencia de prensa que el avión cayó en el Océano Índico al oeste del puerto australiano de Perth, siendo la primera vez que se afirma la muerte de personas basándose en una predicción matemática. Ese mismo día Malaysia Airlines publicó un comunicado en su página web asumiendo la finalización del vuelo en la mencionada ubicación. Al día siguiente compareció el ministro de Transportes malasio, Hishammuddin Hussein, detallando la manera e información en la que el Gobierno malasio se había basado para llegar a la conclusión anunciada el día anterior. Pese a ello, el lugar real donde se encontraría el avión no fue determinado, y los restos de la nave y sus tripulantes no fueron encontrados; en mayo de 2014 los ministros de Transporte de Malasia, China y Australia se comprometieron a no abandonar la búsqueda del avión. Casi cuatro meses después de la desaparición, a finales de junio de 2014, Australia anunció que comenzaba una nueva operación de búsqueda del avión desaparecido, en una zona del océano más al Sur que las investigadas previamente. Con posterioridad, a principios de septiembre, los equipos de búsqueda pasaron a centrarse en 58 puntos, situados a unos 1.600 kilómetros al noroeste de Perth, y dentro de los 60.000 kilómetros cuadrados de océano Índico ya rastreados.
Un año después de la misteriosa desaparición del vuelo, Malasia, Australia y China se comprometieron a seguir con la búsqueda del avión, pese a no haberse encontrado hasta la fecha ningún tipo de restos o pista. El primer ministro malasio, Najib Razak, calificó el caso de «sin precedentes en la historia de la aviación por su complejidad y dificultad técnica».
En julio de 2015 fueron hallados algunos restos en la costa de la isla Reunión, al este de Madagascar, los cuales fueron inicialmente vinculados al caso. El 5 de agosto de 2015 el primer ministro malasio confirmó que el flaperón encontrado en esa isla pertenece al vuelo MH370. Medio año más tarde, en febrero de 2016, fueron hallados restos en las costas de Mozambique. El ministro de Transportes del Gobierno australiano, Darren Chester, dijo que las piezas encontradas en Mozambique pertenecían «con casi total seguridad» al avión de Malaysia Airlines desaparecido.
El Gobierno de Australia ya confirmó a principios de marzo el traslado al país de una pieza de metal hallada en una playa de Mozambique y que encajaría con un Boeing 777. Los análisis realizados por expertos australianos indican además que el lugar del hallazgo es «compatible con los modelos de las corrientes oceánicas», según añade el comunicado.
Estas averiguaciones demostrarían que la gran búsqueda del avión en aguas profundas en el sur del océano Índico, dirigida por Australia, se centraba en el lugar correcto. Chester ha indicado que las operaciones de búsqueda siguen en marcha. «Estamos enfocados en completar esta tarea y mantenemos la esperanza de encontrar la aeronave».
Tras más de diez años desde la desaparición del avión, el informe final considera «socialmente inaceptable» que hoy en día un avión comercial pueda desvanecerse y que «el mundo no sepa qué fue de él y de las personas que iban a bordo».
Finalmente el 17 de enero de 2017 se suspendió la búsqueda, pero se dejó abierta la posibilidad de reiniciarla si se encontraban nuevas pistas.
El 7 de octubre de 2023 se iniciaron otras investigaciones relativas a la posibilidad de que el MH370 pudiese haber sufrido una despresurización, esto debido a los nuevos datos planteados por Richard Godfrey, quien aseguraba ya desde el 2020 que la aeronave sufrió una despresurización junto a una posible hipoxia en la cabina. Sin embargo no fue hasta 2023 que dichos datos fueron analizados y comprobados. El 20 de diciembre de 2024 se anunció que reanudarían la búsqueda del avión desaparecido, según declaró el ministro de Transporte de Malasia, a raíz de un intento de búsqueda fallido que la empresa de exploración Ocean Infinity había llevado a cabo en 2018 en una nueva zona al sur del océano Índico.

## Aeronave

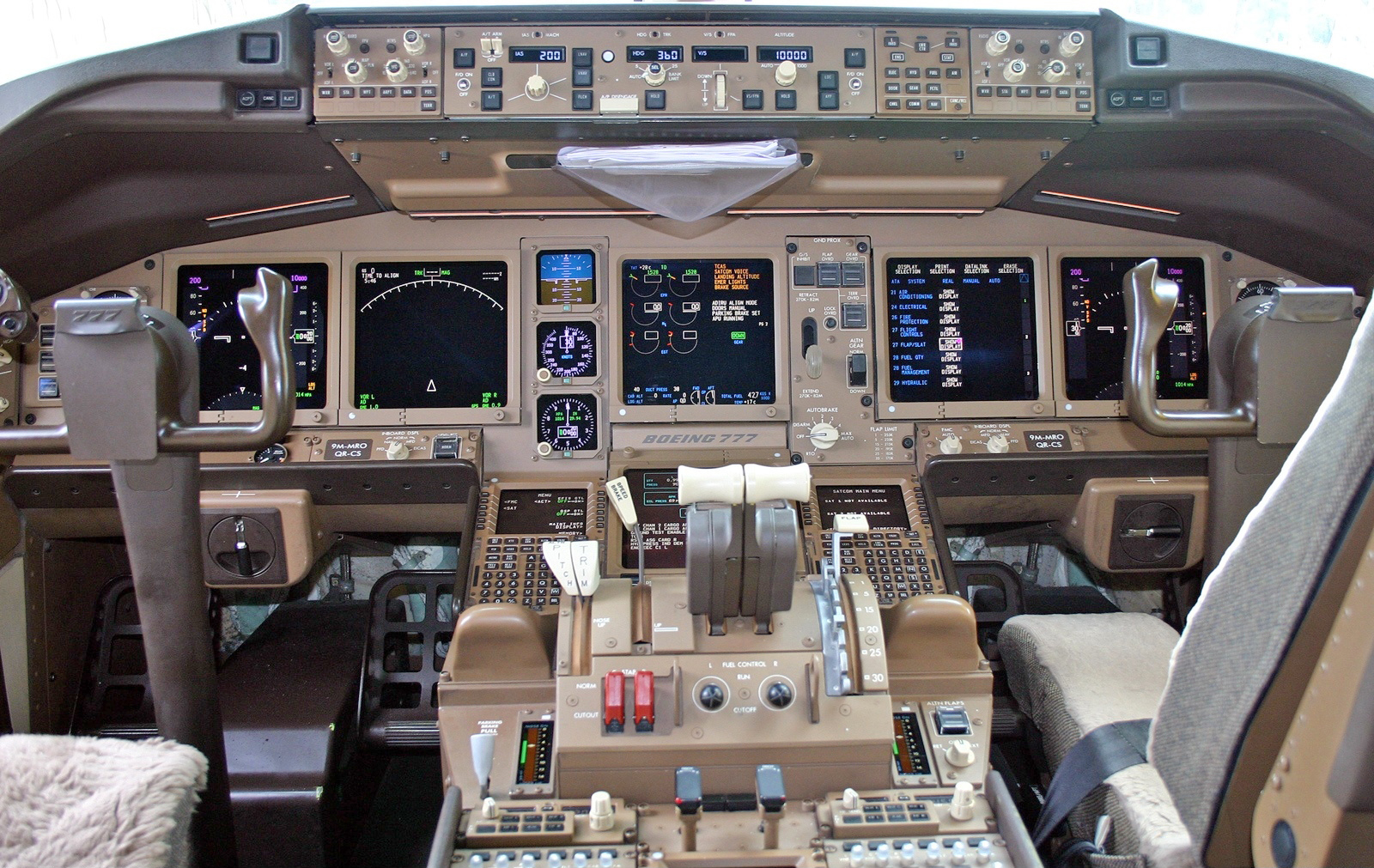
La cabina del 9M-MRO, la aeronave perdida, fotografiada en 2004.

El Boeing 777-200ER, modelo 2H6ER, matrícula 9M-MRO, n.º de construcción 28420, n.º de línea 404, 1.er vuelo 14.05.2002, fue entregado nuevo a Malaysia Airlines el 31 de mayo de 2002. Este modelo de aeronave es propulsado por dos motores Rolls-Royce Trent 800. De acuerdo con la aerolínea, el 9M-MRO había acumulado 20 243 horas y 3023 ciclos de servicio. La aeronave había sido objeto de una revisión de mantenimiento en febrero de 2014. El 9M-MRO no había estado involucrado en incidentes mayores. Sin embargo, se vio involucrado en un incidente en el Aeropuerto Internacional de Shanghái Pudong el 9 de agosto de 2012, cuando, durante su rodaje por un «taxiway», el extremo de una de sus alas golpeó la cola de un Airbus A340-600 aparcado de China Eastern Airlines.
El Boeing 777, considerado generalmente por los expertos en aviación por tener un registro «casi perfecto» de seguridad, posee uno de los mejores récords de seguridad entre los aviones comerciales. Desde su primer vuelo comercial en junio de 1995, solo había tenido dos incidentes graves anteriores y tres muertes como consecuencia de ello. En enero de 2008, 47 pasajeros resultaron heridos cuando cristales de hielo en el combustible del Vuelo 38 de British Airways le hicieron perder potencia y aterrizar de emergencia en el Aeropuerto de Londres-Heathrow. En julio de 2013 tres pasajeros murieron y 181 resultaron heridos cuando un error del piloto causó el aterrizaje forzoso del vuelo 214 de Asiana Airlines en la aproximación final al Aeropuerto Internacional de San Francisco. Ambos aviones resultaron dañados más allá de la reparación.

## Incidente, 8 de marzo de 2014

### 00:41 a 01:22: Despegue y pérdida de contacto

Aeropuertos de origen y destino para el MH370 y su última posición en el golfo de Tailandia.

El vuelo partió del aeropuerto Internacional de Kuala Lumpur a las 00:41 hora de Malasia (16:41, 7 de marzo UTC). La ruta continuó con normalidad, manteniéndose visible en los radares y con comunicaciones con el piloto. Es a las 01:22 horas, momento en el que la aeronave se preparaba para entrar al espacio aéreo de Vietnam, que el control del tráfico aéreo de Subang (Malasia) perdió contacto por radar y radio con el avión en las coordenadas 6°55′15″N 103°34′43″E / 6.92083, 103.57861, en un punto del mar de China Meridional, bajo control de Vietnam, muy cercano a la frontera malaya. El avión dejó de comunicar y la señal del transpondedor se perdió justo antes de pasar al centro de control del área de Ho Chi Minh.

### 01:23 a 06:30: Comunicado de desaparición
La página web de Aviation Herald informó de que el control de tráfico aéreo de Subang (Malasia) perdió contacto por radar y radio con el avión a las 01:22 y que Vietnam no había detectado el avión sobrevolando su territorio. Oficialmente advirtió a Malaysia Airlines a las 02:40 que la aeronave estaba desaparecida. Sin embargo, un portavoz de Malaysia Airlines dijo que la última conversación entre la tripulación de vuelo y el control del tráfico aéreo en Malasia había sido alrededor de la 01:30 y declaró que el avión no desapareció de los sistemas de control del tráfico aéreo en Subang hasta las 2:40, tiempo suficiente para que el avión hubiera estado volando sobre Vietnam.
Malaysia Airlines emitió un comunicado de prensa indicando que el contacto se perdió a las 02:40, cuando la aeronave estaba aproximadamente 120 millas náuticas (220 kilómetros) al este de Kota Kinabalu en el mar de China Meridional, que es la frontera del espacio aéreo de Malasia y Vietnam, ya sobre cielo vietnamita. Posteriormente un alto mando de la aviación militar malaya declaró que los radares detectaron por última vez el vuelo sobre Pulau Perak, una pequeña isla del estrecho de Malaca. El avión no transmitió ninguna señal de socorro, de indicaciones de mal tiempo o de problemas técnicos antes de desaparecer de los radares. El vuelo estaba programado para aterrizar en el Aeropuerto Internacional de Pekín a las 06:30. Cuando se perdió contacto por radar con la aeronave, portaba combustible suficiente para 7,5 horas de vuelo. Las autoridades pertinentes de China y Tailandia informaron a sus homólogos de Malasia de que el avión no había entrado en su espacio aéreo.
De acuerdo con el almirante Ngo Van Phat de las Armada Popular de Vietnam, el radar militar perdió el avión 153 millas al sur de Thổ Châu, en el golfo de Tailandia. El Gobierno vietnamita inicialmente informó de que el avión se había estrellado en el mar, en el golfo de Tailandia, aunque la aerolínea negó esta afirmación y las alegaciones sobre la ubicación de la aeronave por la Armada vietnamita fueron rechazadas por el ministro de transporte de Malasia, Hishammuddin Hussein. Posteriormente, la Armada vietnamita aclaró que el almirante en realidad se refería a la ubicación en la que se hizo el último contacto y no al lugar del accidente.

### 9 al 24 de marzo: Comunicaciones posteriores

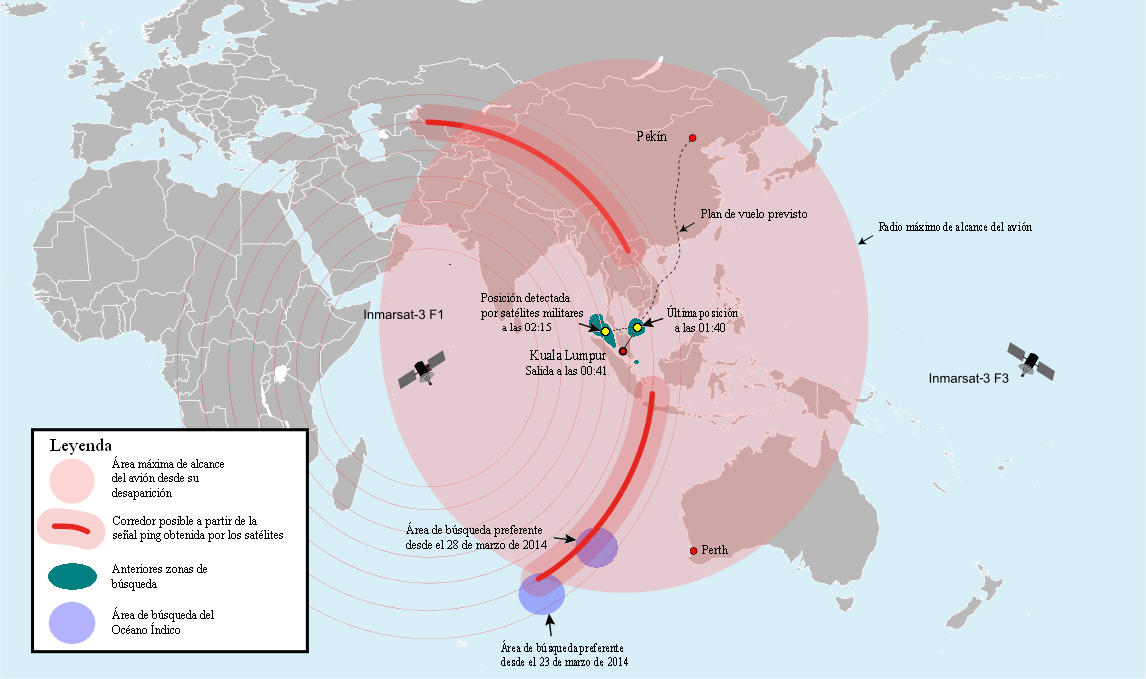
Áreas de búsqueda del avión hasta marzo de 2014.

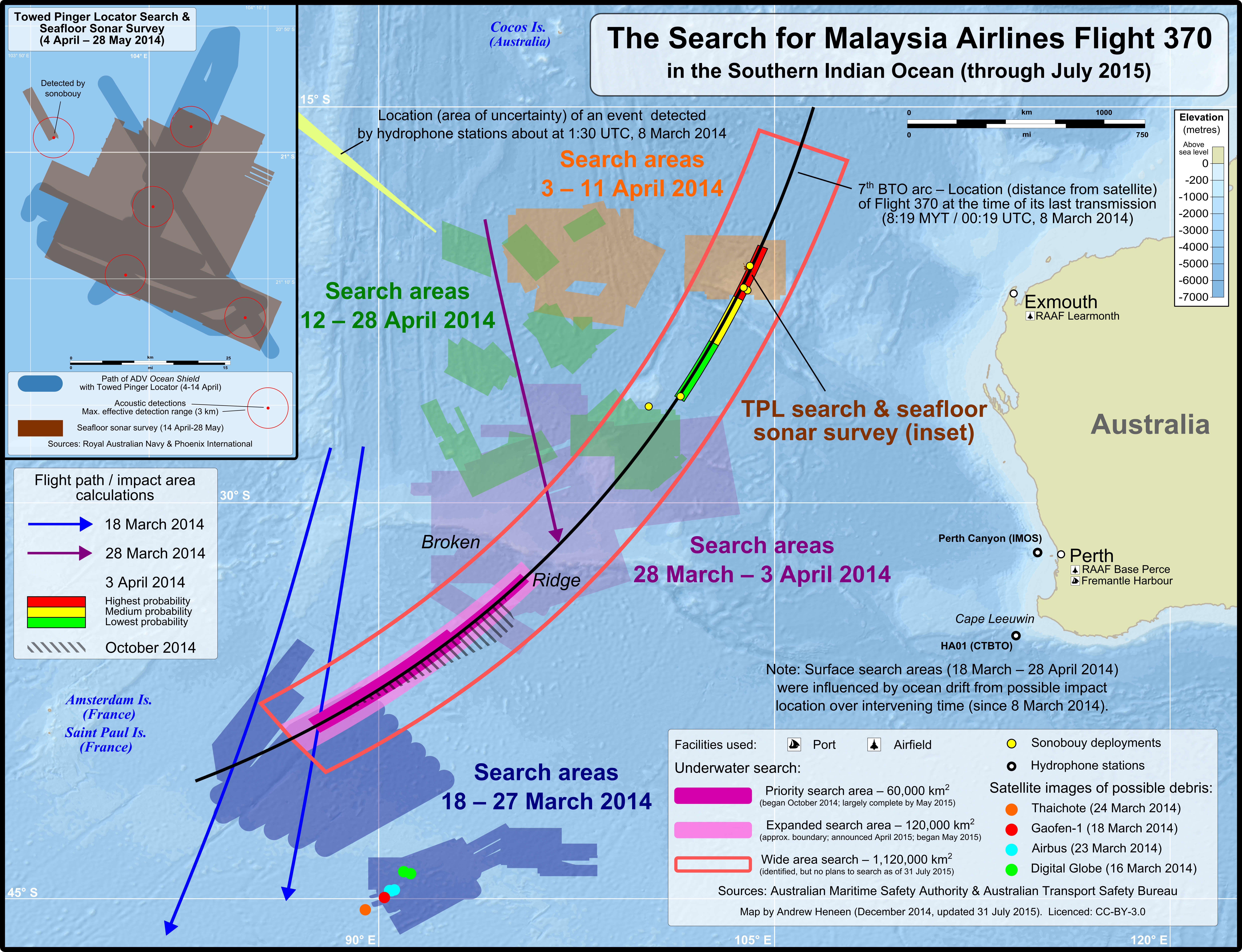
Las cambiantes zonas de búsqueda del vuelo 370 en el sur del Océano Índico. El recuadro muestra la ruta seguida por el buque ADV Ocean Shield, que utiliza un localizador de pingers remolcado, detecciones acústicas y la búsqueda por sonar. La fase submarina (tanto la búsqueda en zona amplia como en zona prioritaria) se muestra en rosa.

La revista New Scientist informó que, antes de la desaparición de la aeronave, dos informes automáticos ACARS habían sido enviados al centro de monitoreo de motores que Rolls-Royce, la empresa proveedora de los motores, posee en el Reino Unido; y el Wall Street Journal, citando fuentes del Gobierno norteamericano, indicó que Rolls-Royce había recibido un informe de estado de la aeronave cada treinta minutos durante cinco horas, con lo que implícitamente se indicaba que la aeronave había estado operativa durante cuatro horas luego de que el transpondedor dejara de funcionar.
El ministro malasio de transporte expresó al día siguiente que la información del informe hecho público por el Wall Street Journal era inexacta, afirmando que la última transmisión de los motores fue recibida a la 01:07, antes de que la aeronave desapareciera del radar secundario. Reuters, en un análisis posterior de esta noticia, indicó que era posible que la falta de informes de los motores no necesariamente debía significar que no existiera evidencia de que el vuelo continuó; la evidencia podía consistir en las señales o «pings» enviadas por los sistemas de diagnóstico de anomalías para mantenimiento. Estas señales solo indicarían a los satélites que los motores se encontraban prestos para comunicarse, si bien estas transmisiones no eran informes de telemetría.
Posteriormente el Wall Street Journal eliminó las menciones sobre Rolls-Royce en su informe y expresó que la sospecha de que el vuelo continuó se basaba «en el análisis de señales enviadas por el enlace de comunicaciones satelital del Boeing 777... el enlace estaba operando en una especie de modo standby y buscaba establecer contacto con un satélite. Estas transmisiones no incluían datos...»
El 13 de marzo el secretario de Prensa de la Casa Blanca dijo que «es posible que se establezca una nueva zona de búsqueda en el océano Índico» como consecuencia de «nuevas informaciones», y un empleado jerárquico del Pentágono le dijo a ABC News: «Tenemos información que indica que la aeronave bajó en el océano Índico». Inmarsat indicó que en su red «solo se recibieron señales automáticas de rutina», aunque un ejecutivo de la empresa agregó que se continuaron enviando «mensajes de disponibilidad» luego de que el control de tráfico aéreo perdió el contacto y que estas «señales ping» podían ser analizadas para ayudar a estimar la ubicación de la aeronave.
A partir del 15 de marzo, una semana después de la desaparición, se supo que la última señal confirmada entre el avión y los satélites se produjo a las 8:11 de la mañana, siete horas y 31 minutos después del despegue.
Como confirmó Razak el 24 de marzo, se había estrellado en el océano Índico con más de 220 pasajeros y sin sobrevivientes. Asimismo, el primer ministro precisó que su última posición habría sido al oeste de Perth en Australia.

## Repercusiones
La aerolínea confirmó el inicio de las operaciones de búsqueda, y dos barcos de rescate chinos se desplazaron al mar de China Meridional para colaborar. Las autoridades malayas también enviaron un avión, dos helicópteros y cuatro navíos para participar en los trabajos de búsqueda. De manera inmediata otros países se sumaron al esfuerzo de búsqueda:
- Malasia: Los recursos empleados en la búsqueda aumentarían con posterioridad con aviones CASA/IPTN CN-235, Beechcraft B200T King Air, Lockheed C-130 Hercules y Bombardier Global Express; helicópteros AgustaWestland AW109 y Eurocopter EC725,[74] y barcos de la Armada malasia.[74][75][76][77]
- Filipinas también desplazó un avión a la zona para ayudar en la labor.[78] Con posterioridad se dedicarían a la búsqueda los BRP Gregorio del Pilar, BRP Emilio Jacinto, BRP Apolinario Mabini; un Fokker F27 y un Britten-Norman Defender; y un helicóptero AgustaWestland AW109. También un navío de clase Hamilton y un C-130 Hercules.[59][79][80][81][82]
- Singapur envió un C-130 Hercules para asistir en la búsqueda de la aeronave desaparecida.[83][84] Con posterioridad añadió un barco con helicópteros Sikorsky SH-60 Seahawk; y un submarino de rescate con buzos, así como una corbeta.[85]
- China: Con posterioridad el primer ministro chino, Li Keqiang, añadió nueve barcos e inició el empleo de 10 satélites chinos para intentar localizar el avión.[16]
- Australia, con un Lockheed AP-3C Orion,[86]
- Brunéi, un buque clase Darussalam.[87]
- India, con cuatro buques de guerra, tres aviones y tres helicópteros, así como los barcos INS Saryu, INS Kesari e INS Kumbhir; el barco guardacostas ICGS Kanaklata Baruah, un Dornier Do 228,[88][89] un Lockheed Martin C-130J Super Hercules,[90][91] un Mil Mi-17, un Boeing P-8I y un Tupolev Tu-142,[91] así como el satélite Rukmini.[91][92]
- Indonesia: navíos;[93] un PC-40; un IPTN NC-212.[94]
- Japón: un equipo de especialistas en desastres.[95]
- Nueva Zelanda: un Lockheed P-3K2 Orion.[96]
- Taiwán: un C-130 Hercules, la fragata ROCS Tian Dan, y barcos guardacostas.[97]
- Tailandia: un helicóptero Westland Super Lynx y tres barcos.[98][99][100]
- Estados Unidos: un P-3C Orion; un P-8A Poseidon, el USS Kidd (DDG-100), el USS Pinckney con helicópteros Sikorsky MH-60R Seahawk;[101][102][103] el barco logístico USNS John Ericsson (T-AO-194-6);[101][104][105] y un equipo de salvamento.[106] También aportó los registros de sus satélites de la NASA.[107]
- Vietnam: aviones Antonov An-26, CASA C-212 Aviocar, de Havilland Canada DHC-6 Twin Otter, Mil Mi-171 y barcos.[108][109]

## Investigación

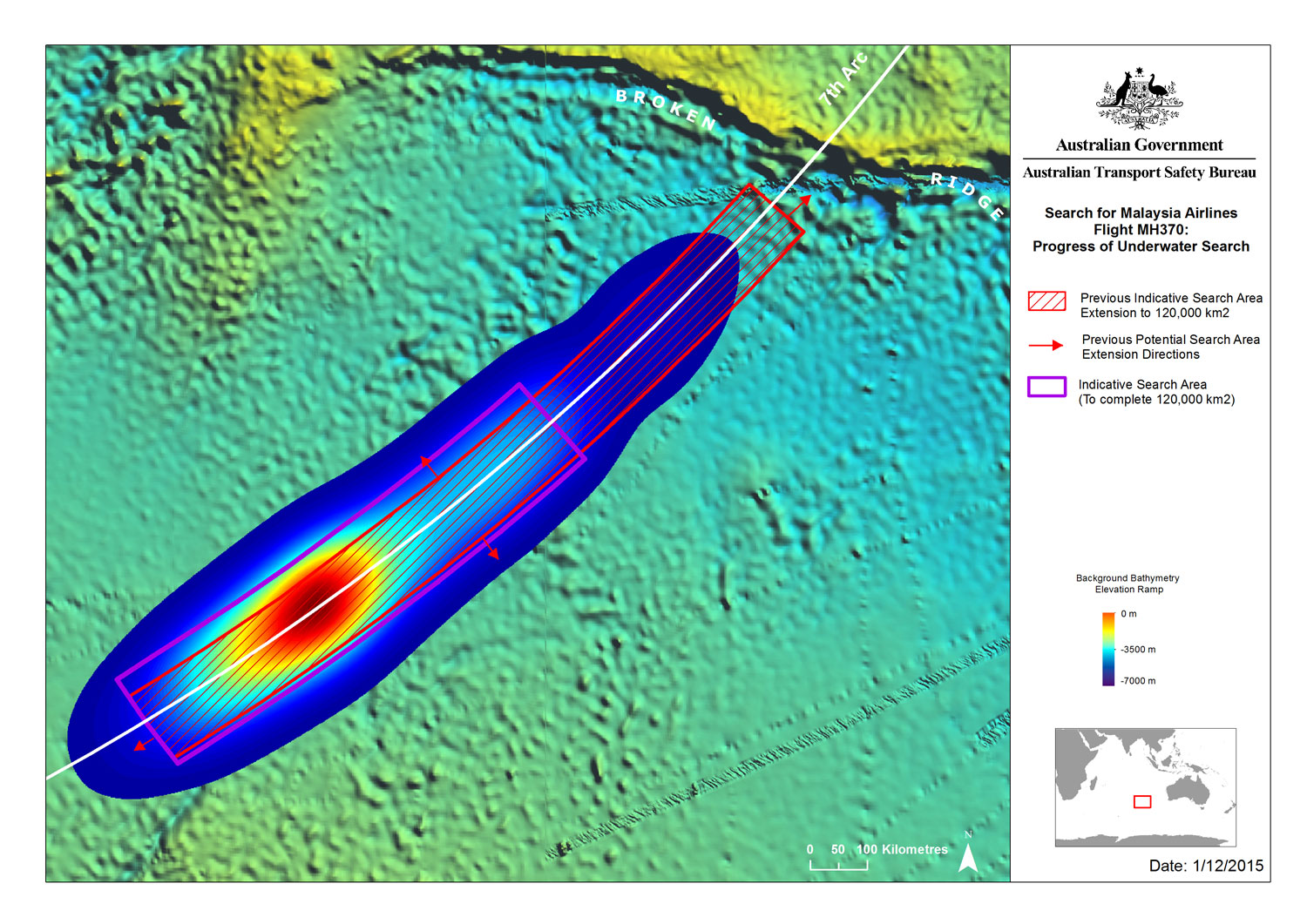
Un mapa de calor que indica la ubicación probable del desaparecido vuelo 370, basado en un análisis bayesiano de las posibles trayectorias de vuelo realizado por el Grupo de Ciencia y Tecnología de Defensa de Australia.

La marina vietnamita confirmó que uno de sus buques observó el aparato en su radar. Según Malaysia Airlines, el avión no envió ninguna señal de problemas. Malasia amplió con posterioridad la búsqueda del avión al estrecho tras centrarse inicialmente en el mar del Sur de China.
El primer ministro Najib Razak informó el 15 de marzo que, de acuerdo con las investigaciones, el avión se desvió intencionadamente de su ruta original entre Malasia y China, y, con un rumbo opuesto, voló durante más de siete horas hasta que se perdió contacto. Con posterioridad, el 24 de marzo, el Gobierno malasio delimitó el lugar y momento en el que el avión se habría estrellado en el océano Índico, al oeste de Perth (Australia).

### Hipótesis de la despresurización
La hipótesis probable del motivo del incidente del MH370 es una despresurización de la cabina de mando en el momento menos oportuno, al sobrevolar el punto muerto de comunicaciones en la costa de Malasia, convirtiéndose hipotéticamente en lo que se denomina un «vuelo fantasma».
Hasta marzo de 2022 se mantuvo archivado que el modelo de avión reportó problemas con la configuración de presurización del avión 8 meses antes del incidente. Dicho informe no muestra la evaluación de la avería; solo el reporte de ella.[cita requerida]
La hipótesis muestra que el MH370 entró en despresurización entre la costa de Malasia y Vietnam; sin embargo, una incapacitación de radio (debido al punto muerto) hizo imposible la comunicación en tierra con la aeronave.
Todo apunta a que el capitán Zaharie Ahmad Shah quiso regresar al punto más cercano para aterrizar de emergencia debido al grave estado de la aeronave. De hecho, con las últimas investigaciones de 2023 se sabe que el piloto activó un patrón de espera minutos antes de hacer la maniobra principal de 180°, y según lo registrado al acercarse a la costa con Malasia desplegó también los flaps (uno de los flaps fue identificado en la costa de Tanzania; por las erosiones se puede llegar a la conclusión de que dicho flap estaba desplegado a la hora del impacto. Expertos dicen que jamás volvió a su posición plegada tras desplegarse),[] lo que refuerza más la teoría de un aterrizaje de emergencia mientras intentaba ponerse en contacto con tierra. Dicho patrón de espera se desactivó tras 5 minutos y acto seguido el capitán desactivó también el traspondedor y el ACARS.
Para entender este extraño fenómeno hay que resaltar los efectos de la hipoxia debido a una despresurización; esta condición afecta abiertamente la mente humana, causando síntomas cognitivos como desorientación, visión doble, disociación, fallos sensoriales y pérdidas de memoria. Es probable que el piloto y el comandante experimentaran una hipoxia aguda antes de desmayarse, lo que desencadenó desactivar elementos esenciales del avión seguido de una mala administración del vuelo (tal como ocurrió con el vuelo 522 de Helios Airways o el accidente del Cessna 551 en el Mar Báltico) y una estresante situación y angustia por aterrizar de emergencia.
Cabe recalcar que los datos proporcionados por Richard Godfrey en respecto a la altitud y velocidad de la aeronave (supuestamente en piloto automático) concuerda con el tiempo en el que una persona promedia se desmaya por hipoxia.

### Hipótesis de terrorismo
El ministro malasio de Transportes estuvo investigando y anunció el inicio de una investigación sobre terrorismo, teoría nacida a partir de los dos pasajeros que embarcaron con pasaportes robados. El FBI inició a su vez una investigación en la misma dirección. Según un experto en terrorismo consultado por NBC, es muy extraño que dos pasajeros con los pasaportes robados se encuentren en el mismo vuelo. Además, estos dos pasajeros habrían reservado sus pasajes a la vez. Después de que varias agencias iniciaran investigaciones sobre un posible acto terrorista, las autoridades afirmaron estar investigando cuatro posibles casos de identidad sospechosa a bordo del aparato, no habiéndose encontrado relación con el terrorismo en el caso de los dos iraníes que viajaban con pasaportes robados. El 17 de julio de 2014, un segundo avión de Malasia Airlines fue abatido en la frontera ruso-ucraniana, lo que alimentó la hipótesis de un acto de sabotaje, pues era una coincidencia sorprendente que la compañía aérea perdiera dos aviones en solo cuatro meses.
Blaine Gibson encontró gran cantidad de restos del avión en Mozambique y Madagascar, tras aparecer un flaperón en la isla Reunión. El hecho de que la mayoría de los restos los encontrase Gibson, unido a sus supuestos vínculos con Rusia y la falta de números de serie en los restos, volvió a alimentar la supuesta conexión rusa. Esto indujo a pensar que los restos hallados eran de un 777 desguazado y esparcidos deliberadamente.

### Hipótesis de la interceptación
Otra hipótesis teoriza que dos AWACS anularon los sistemas de localización de la nave y la derribaron. El motivo sería una carga, que no pasó por los escáneres, de equipos electrónicos con tecnología comprometedora para Estados Unidos. Sabedor éste de que acabarían en poder de China, derribaron el avión ante la negativa de su comandante de obedecer a los aviones interceptores.

### Hipótesis de secuestro
El ejército de Malasia creía al principio que el avión voló durante más de una hora después de desaparecer de las pantallas de control del tráfico aéreo, cambiando de rumbo y viajando hacia el oeste sobre el estrecho de Malaca: «Cambió de trayectoria tras Kota Bharu y se cambió a una altitud algo inferior. Llegó hasta el estrecho de Malaca. La última vez que el vuelo fue detectado por la torre de control fue cerca de la isla de Pulau Perak, antes de que se perdiera la señal».
Por su parte, el diario estadounidense The Wall Street Journal informó que pudo haber permanecido volando durante cuatro horas después de haber perdido contacto con los controladores aéreos. Con posterioridad también se apuntó que el avión pudo ser pilotado de forma deliberada por encima de la península de Malasia, en dirección a las islas Andamán, al oeste de Birmania. Otra hipótesis teoriza que un pasajero de origen ruso desactivó los sistemas de localización del avión y tomó el control del mismo desde la bodega del avión. Esto requeriría la colaboración de otros pasajeros que distrajeran a la tripulación para que el secuestrador accediera por una trampilla a la bodega de aviónica. Tras esto y tras despresurizar la cabina, el avión habría sido llevado a Kazajistán, ruta probable marcada por el satélite INMARSAT.

### Hipótesis de suicidio
Esta hipótesis es una derivada de la hipótesis de secuestro, con la diferencia de que dicha acción no habría sido cometida por alguien externo a la tripulación, sino uno o varios miembros de esta. La idea de que uno o los dos pilotos secuestraron el avión para suicidarse en el mar es otra de las hipótesis que ayudaría a explicar la misteriosa desaparición del avión y su rumbo errático.
En julio de 2016, dos años después del incidente, el FBI descubrió que el piloto Zaharie Ahmad Shah había estado realizando simulaciones de vuelo con el ordenador de su casa, una ruta bastante parecida a la del MH370, más o menos un mes antes de la desaparición del avión. La agencia analizó los cinco discos duros del simulador de vuelo que Zaharie tenía en su casa.[cita requerida] A través del software de Microsoft Flight Simulator X, se pudieron recuperar los puntos informáticos del programa que señalaban el sur del océano Índico, el lugar donde desapareció el avión, reforzando la idea de que la desaparición del avión era un acto que Zaharie tenía planeado hacer, puede que como forma de suicidio. Por otra parte, Zaharie no tenía problemas mentales ni ningún altercado en el pasado y era un amante de la aviación, no siendo extraño que un piloto posea un simulador de vuelo en su domicilio.[cita requerida]
Casos similares al de esta hipótesis son tales como: el Vuelo 185 de Silk Air en 1997, el Vuelo 990 de Egyptair en 1999 y el Vuelo 9525 de Germanwings en 2015.
En 2018, en el programa televisivo 60 Minutes de Australia, expertos en accidentes de avión dieron la teoría del suicidio como la más probable de lo que sucedió a bordo.

## Pasajeros y tripulación
| Nacionalidad   | Pasajeros | Tripulación | Total |
| -------------- | --------- | ----------- | ----- |
| China          | 130       | 0           | 130   |
| Malasia        | 38        | 12          | 50    |
| Reino Unido    | 10        | 0           | 10    |
| Indonesia      | 7         | 0           | 7     |
| Australia      | 6         | 0           | 6     |
| India          | 5         | 0           | 5     |
| Alemania       | 4         | 0           | 4     |
| Bélgica        | 4         | 0           | 4     |
| Estados Unidos | 4         | 0           | 4     |
| Francia        | 4         | 0           | 4     |
| Filipinas      | 3         | 0           | 3     |
| Canadá         | 2         | 0           | 2     |
| Irán           | 2         | 0           | 2     |
| Nueva Zelanda  | 2         | 0           | 2     |
| Ucrania        | 2         | 0           | 2     |
| Hong Kong      | 1         | 0           | 1     |
| Países Bajos   | 1         | 0           | 1     |
| Rusia          | 3         | 0           | 1     |
| Taiwán         | 1         | 0           | 1     |
| Total          | 227       | 12          | 239   |

Malaysia Airlines dio a conocer los nombres y las 19 nacionalidades de los 227 pasajeros y 12 tripulantes, basándose en el manifiesto de vuelo.

### Tripulación
Los 12 miembros de la tripulación eran de nacionalidad malaya. El piloto al mando del vuelo era Zaharie Ahmad Shah, de 53 años de edad, quien se unió a Malaysia Airlines en 1981 y tenía 18 365 horas de vuelo de experiencia. El copiloto era Fariq Abdul Hamid. Tenía 27 años de edad y 2763 horas de vuelo, y era empleado de la aerolínea desde 2007.

### Pasajeros
La policía china en Fuzhou, Fujian, localizó a un hombre cuyo número de pasaporte chino corresponde a uno en la lista de pasajeros publicada. Él no estaba a bordo y el nombre en la lista junto al número era completamente diferente. Sin embargo, no había perdido su pasaporte y la policía sospecha que el número publicado era equivocado.
Los pasajeros de origen chino incluían a un grupo de 19 artistas con seis miembros de una misma familia y cuatro funcionarios, de regreso a casa luego de una exposición de caligrafía en Kuala Lumpur. Veinte de los pasajeros eran empleados de Freescale Semiconductor con sede en Austin, Texas. Doce de estos empleados eran malasios y ocho de origen chino.

### Pasajeros que utilizaban identidades falsas
Al menos dos de los pasajeros viajaban con pasaportes robados a ciudadanos de países europeos. Un austriaco que figura en el manifiesto había informado del robo de su pasaporte en 2012 y un italiano informó del robo del suyo en agosto de 2013; ambos fueron robados en Phuket, Tailandia, un destino turístico muy popular. Esto salió a la luz cuando se trató de localizar a sus familiares; ambos hombres han sido confirmados a salvo. Los pasajes comprados por los titulares de los pasaportes robados fueron vendidos por China Southern Airlines. Los dos pasajes fueron comprados al mismo tiempo y emitidos por una agencia de viajes en Pattaya, Tailandia, dos días antes del vuelo. Los dos itinerarios comenzaban en Kuala Lumpur y continuaban a Ámsterdam con escala en Pekín. El itinerario para el suplantador del pasaporte italiano terminaba en Copenhague y el del suplantador del pasaporte austríaco en Frankfurt. Los funcionarios de inmigración de Malasia no interrogaron a los pasajeros que viajaban con los pasaportes europeos robados. Interpol declaró que ambos pasaportes fueron enlistados en su base de datos de pasaportes perdidos y robados, pero que no se realizó ninguna verificación, y señaló que muy pocos países utilizan constantemente la base de datos. El 10 de marzo, el jefe de aviación civil de Malasia, Azaharuddin Abdul Rahman, informó de que los investigadores habían identificado a una de las personas que viajaban con pasaporte robado, pero no reveló ningún detalle acerca de la nacionalidad o identidad de la persona, con la excepción de que no era malasio, sin reportar ninguna conexión entre los pasaportes robados y la desaparición de la aeronave. Con posterioridad se anunció que uno de los dos pasajeros era de nacionalidad iraní, pero se descartó que tuviera vínculos con el terrorismo, considerando que probablemente se tratara de un caso de inmigración ilegal, lo que también ocurrió posteriormente con el segundo sospechoso, también iraní.

## Recuperación de posibles restos

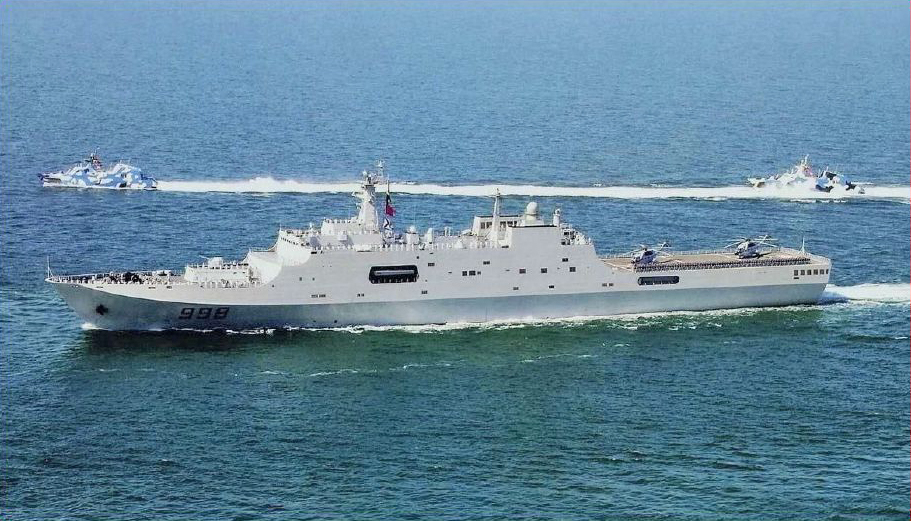
Kunlun Shan, un buque de asalto anfibio Tipo 071 chino que buscó los restos.

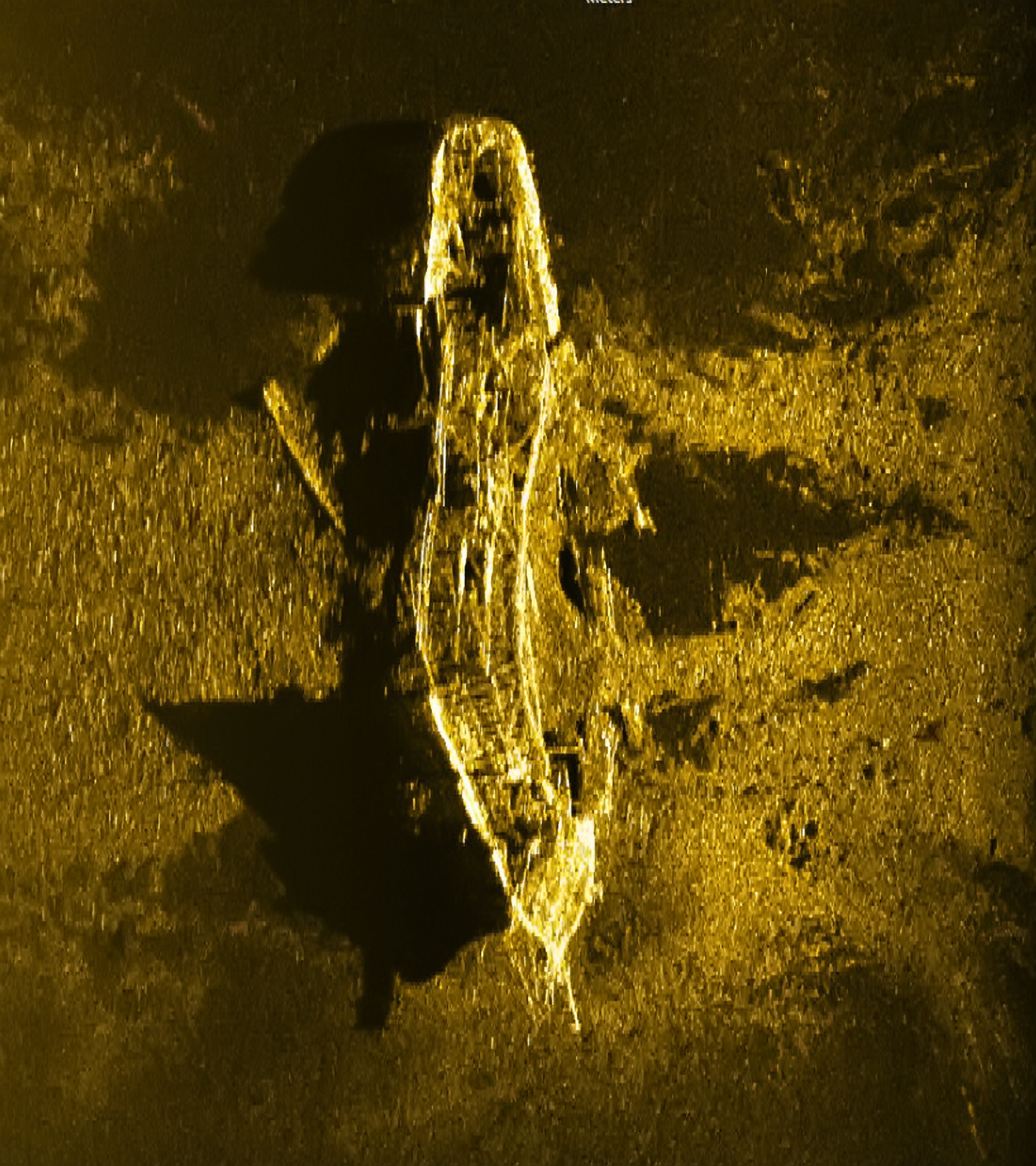
Durante la búsqueda en el fondo marino se encontraron otros restos como el del West Ridge.

En un principio, el examen de los datos de radar y satélite llevó a los investigadores a concluir que quien pilotase el avión en ese momento habría dado la vuelta y voló así hasta el estrecho de Malaca. En ese punto, el aparato pudo dirigirse hacia el norte, en un corredor entre Tailandia y Kazajistán o Turkmenistán, o hacia el sur, entre Indonesia y el propio Índico. Basándose en el análisis de la compañía de satélites Inmarsat, el 24 de marzo Razak confirmó que efectivamente el avión impactó en el Índico y que asimismo, no dejó sobrevivientes.
Días antes, un Lockheed P-3 Orion de la fuerza aérea australiana había localizado dos objetos que podrían pertenecer al avión de Malaysia Airlines. Los objetos fueron avistados a 2500 kilómetros (1553 millas) al oeste de la ciudad de Perth a las 2:45 hora local. Posteriormente, un satélite chino captó la imagen de un objeto de 22 x 13 metros. Su posición fue a unos 120 kilómetros al sur del hallazgo de Australia. El objeto mayor es de un tamaño aproximado al detectado por el satélite chino. El Gobierno australiano está analizando si hay más imágenes satelitales. Otros dos objetos detectados (uno de 24 metros de largo y el otro de 5 metros) podrían haberse hundido.[cita requerida]
Malasia informó que ha recibido nuevas imágenes de satélite por parte de Francia mostrando potenciales restos en el océano Índico de su avión desaparecido.
La Autoridad de Seguridad Marítima Australiana dijo a fines de marzo que los trabajos de búsqueda de los restos localizados por satélites chinos y que podrían corresponder al avión, implican una tarea ardua debido a la lejanía de estos restos, situados a más de 2500 kilómetros de la costa suroeste australiana, y a las cambiantes corrientes del mar en el Índico.
La flota internacional de aeronaves y barcos que buscaba el avión había basculado sus esfuerzos con decisión hacia el océano Índico sur, después de detectarse los supuestos restos del avión flotando en el agua. El barco San Petersburgo de Noruega llegó a la zona del Índico donde fueron detectados posibles objetos del avión. También cuatro aviones militares de búsqueda fueron enviados, aunque el operativo podría haber sido prolongado. Al comienzo, las aeronaves no han podido localizar los restos debido a las nubes y la lluvia, pero las otras continuaron la tarea. También hay destinados seis helicópteros, 18 barcos y 29 aviones para la búsqueda.
El 30 de marzo se consiguió examinar alguno de los restos encontrados en el Índico, resultando no ser del avión perdido, y ese mismo día, el primer ministro australiano, Tony Abbott, anunció que Angus Houston lideraría la Joint Agency Coordination Centre (JACC) para coordinar el esfuerzo de la búsqueda. El 5 de abril se informó sobre dos posibles señales de la caja negra, detectadas por el Haixun 01, unos de los barcos chinos involucrados en la búsqueda, en la que para entonces participaban ocho países (Australia, Malasia, China, Nueva Zelanda, Japón, Corea del Sur, Reino Unido y Estados Unidos). El 6 de abril, la JACC anunció que el buque Ocean Shield había localizado también una señal a unas 300 millas náuticas de la posición reportada por el Haixun 01.

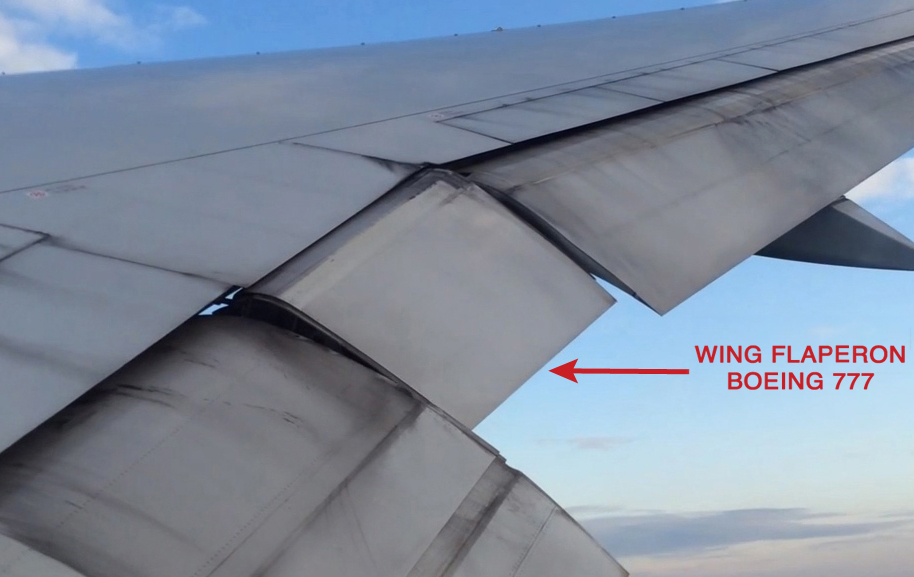
Flaperón de un Boeing 777 como el hallado.

En julio de 2015 fueron hallados algunos restos en la costa de la isla Reunión, al este de Madagascar, los cuales fueron inicialmente vinculados al caso. El 5 de agosto de 2015 el primer ministro malasio confirmó que el flap encontrado pertenecía al avión del vuelo MH370. Un poco más tarde, el 9 de septiembre, Francia también confirmó que los restos hallados en la isla Reunión eran del avión malasio.
En octubre de 2015 el New York Post publicó el presunto hallazgo de los restos de un fuselaje en Filipinas, sin que finalmente esta información pudiera ser confirmada. En diciembre de 2015 y a finales de febrero de 2016 se produjo el descubrimiento de restos de un avión en las costas de Mozambique que las autoridades malayas consideraron como posiblemente vinculados al caso. En marzo de 2016 se encontró un pedazo de turbina con el logo de Rolls Royce, la empresa que fabrica los motores del 777, en las costas de Mossel Bay en Sudáfrica, así como otra pieza, al parecer de la cabina, en la isla Rodrigues de Mauricio. En junio de 2016 fue encontrado otra pieza en la isla de Pemba, en Zanzíbar, Tanzania. También en Madagascar y en la isla Canguro al sur de Australia se hallaron tres piezas más que ya están siendo investigadas.
El 17 de enero de 2017, China, Australia y Malasia anunciaron la suspensión de la búsqueda del MH370 tras tres años de investigación, con sólo seis piezas encontradas y un coste de 145 millones de dólares. Después de la presión ejercida por los familiares de las víctimas desaparecidas, el anterior gobierno malasio llegó a un acuerdo con la firma de exploración estadounidense Ocean Infinity para reiniciar la búsqueda con la condición de que solo cobraría 70 millones de dólares si se encontrara el avión o sus cajas negras. La empresa norteamericana envió a la zona de búsqueda el barco de investigación Seabed Constructor con 65 tripulantes, además de dos miembros de la Marina de Malasia como representantes del gobierno del país.[cita requerida] Usó ocho drones autónomos, equipados con sonares y cámaras, que recorrieron las aguas en busca de restos pudiendo operar en profundidades de hasta 6.000 metros. Loke, ministro de Transporte del nuevo gobierno de Malasia tras las elecciones, dijo que estaba previsto que la búsqueda debía terminar oficialmente en abril, pero que fue prorrogada hasta el 29 de mayo de 2018.[cita requerida]

## En la cultura popular
Este accidente fue presentado en el programa de televisión canadiense Mayday: catástrofes aéreas, titulado «El misterio del vuelo 370», y en MH370 el avión que desapareció, serie documental de Netflix (2023).